# Katie Bowen
Pour les articles homonymes, voir Bowen.
Katie Bowen, née le 15 avril 1994 à Auckland, est une footballeuse internationale néo-zélandaise. Elle évolue au poste d'arrière droit à l'Inter Milan.

## Biographie
Bowen est devenu la plus jeune joueuse représenter a la Nouvelle-Zélande au niveau international, reconnu dans le match de la Nouvelle-Zélande U17 contre l'Australie U-17 sur son 14e anniversaires en 2008. Elle est de nouveau représenté a la Nouvelle-Zélande en 2008, cette fois en tant que capitaine à la Coupe du monde de la FIFA 2008 des U-17 féminines à domicile. Actuellement elle a le rôle de capitaine de cette équipe en devenir.
Coupe du monde féminines 2011.
Sur classé, Katie participe aux deux premiers matchs de groupe de l'équipe néo-zélandaise en étant l'une des joueuses les plus jeunes (17 ans) de la compétition.